# Xylophagus ater
Xylophagus ater (Syn. X. compeditus) ist eine Fliege aus der Familie der Holzfliegen (Xylophagidae).

## Merkmale
Die Fliegen erreichen eine Körperlänge von 8 bis 15 Millimetern und haben einen schlanken, zylinderförmigen Körper. Ihr Kopf ist grau bestäubt, lediglich über den Fühlern befindet sich eine glänzende Schwiele. Das basale Antennensegment ist mindestens dreimal länger als breit, bei den anderen Arten der Gattung jedoch weniger als zweifach so lang. Das Mesonotum ist bei den Männchen glänzend schwarz, bei den Weibchen sind drei breite, etwas hellere Streifen erkennbar. Die Flügel sind durchsichtig, jedoch um die Queradern verdunkelt. Die Schwingkölbchen (Halteren) sind weiß, die Beine rotbraun gefärbt, wobei die Schienen (Tibien) der Hinterbeine und alle Tarsen wenigstens distal verdunkelt sind.

## Vorkommen und Lebensweise
Die Art ist in Mittel- und Nordeuropa verbreitet. Die Imagines haben nur eine kurze Lebenserwartung und fliegen im Mai. Die Weibchen kann man gelegentlich dabei beobachten, wie sie sitzend mit den Flügeln vibrieren.

## Belege